# Bröckel
Bröckel est une commune de l'arrondissement de Celle (Land de Basse-Saxe).

## Géographie
Bröckel se trouve au sud-est de Celle sur la Bundesstraße 214. Elle est séparée de Uetze par le Fuhse.
La commune regroupe les quartiers de Katzhorn et Weghaus.

## Histoire
La première mention écrite de Bröckel date de 1215 lorsque la chapelle prend son indépendance de la paroisse de Wienhausen. Les noms historiques sont "Brockelde" ou "Braukeln" dont la racine est "Brauck", "Burch", le marais.

## Monuments

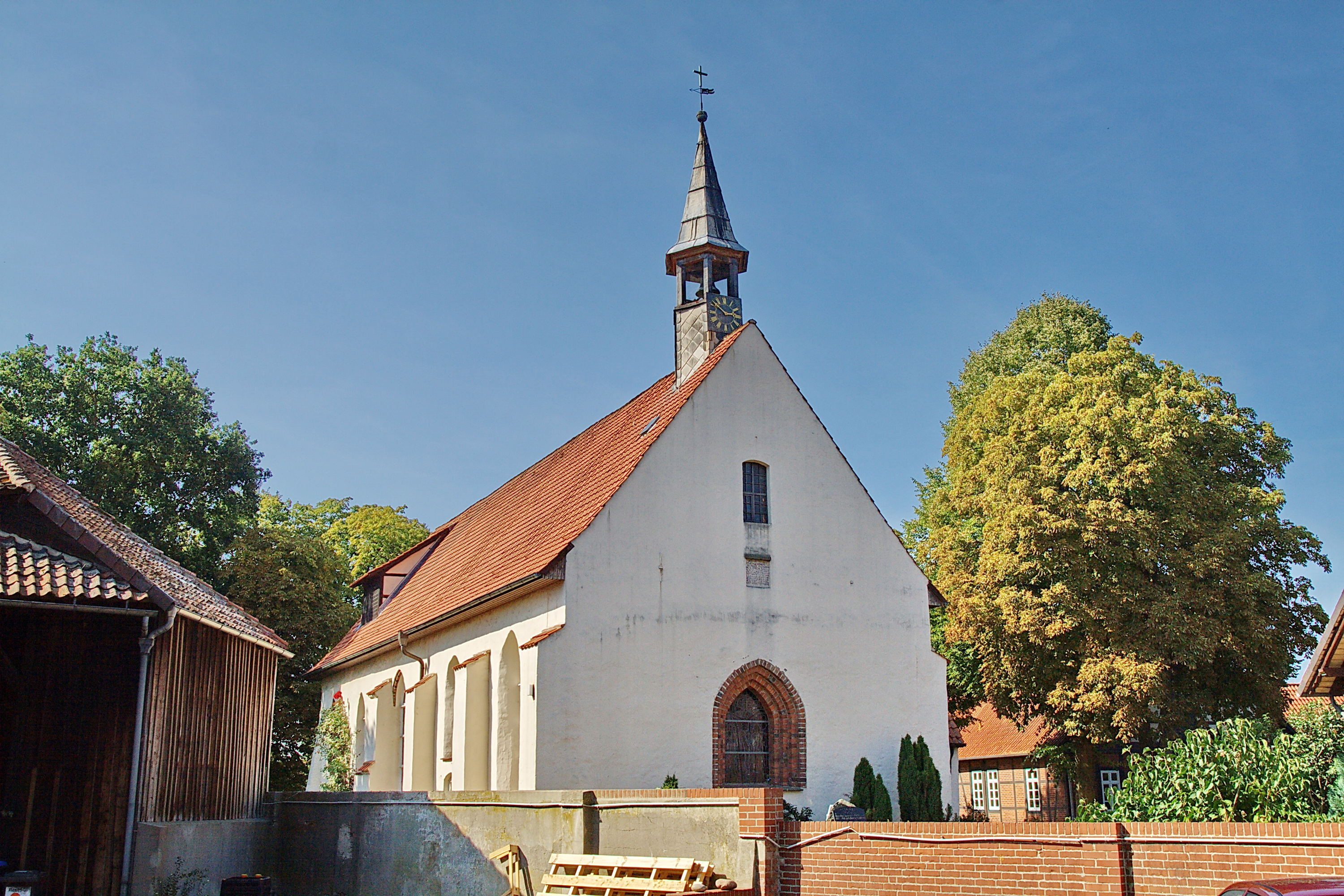
Église Sainte-Marie

- L'église Sainte-Marie bâtie en 1251.

## Source, notes et références
- (de) Cet article est partiellement ou en totalité issu de l’article de Wikipédia en allemand intitulé « Bröckel » (voir la liste des auteurs).